# Église Saint-Cydroine de Laroche-Saint-Cydroine
L’église Saint-Cydroine est une église romane datant des XIe siècle et XIIe siècle parmi les plus anciennes du département de l'Yonne, située dans la commune de Laroche-Saint-Cydroine en France. 
C'est, à l'origine, une église abbatiale d'un prieuré bénédictin dépendant de l'abbaye de La Charité-sur-Loire. Elle est dédiée à saint Cydroine, martyr chrétien romain du IVe siècle décapité par les Romains à l'emplacement de l'édifice (actuelle rue Paul-Boursin). 
Son clocher octogonal à deux étages, sa décoration sculpturale de ses chapiteaux en font un des chefs-d'œuvre de l'art roman icaunais.

## Historique
L'église actuelle a vraisemblablement été bâtie au XIe siècle au sommet d'une colline dominant la rive droite de l'Yonne sur le lieu du martyre de saint Cydroine à la place d'une église abbatiale primitive, citée comme paroisse dès le IXe siècle dans le Sacramentaire à l'usage de l'abbaye de Saint-Amand. Le prieuré appartenait alors aux moines de l'abbaye de Saint-Rémi de Sens qui le cédèrent au monastère bénédictin de La Charité-sur-Loire qui appartenait à l'Ordre de Cluny .
Une première mention du prieuré date de 1162 dans un acte pontifical où le pape Alexandre II y règle un différend de voisinage entre les moines bénédictins de La Charité-sur-Loire qui y vivaient aux Prémontrés de Dilo. 
Certains éléments les plus anciens (tour-clocher, chœur et transept) de style roman peuvent être datés de la fin du XIe siècle tandis que la nef et d'autres éléments ultérieurs datent du XIIe siècle et du XIIIe siècle.
Elle est classée monument historique par arrêté du 17 avril 1905.

## Architecture

### Extérieur
La tour est octogonale à cheval sur le transept.

### Intérieur
Son décor intérieur roman est original : éléphants sur les chapiteaux, arbres exotiques, chats, chimères…
Plan en croix grecque et trois absides circulaires : 
- Longueur du vaisseau : 48 m ;
- Largeur à la nef : 8,85 m ;
- Largeur au sanctuaire : 6,15 m ;
- Hauteur de la voûte à la nef : 10,60 m ;
- Hauteur au sanctuaire : 8,20 m.

## Galerie de photos

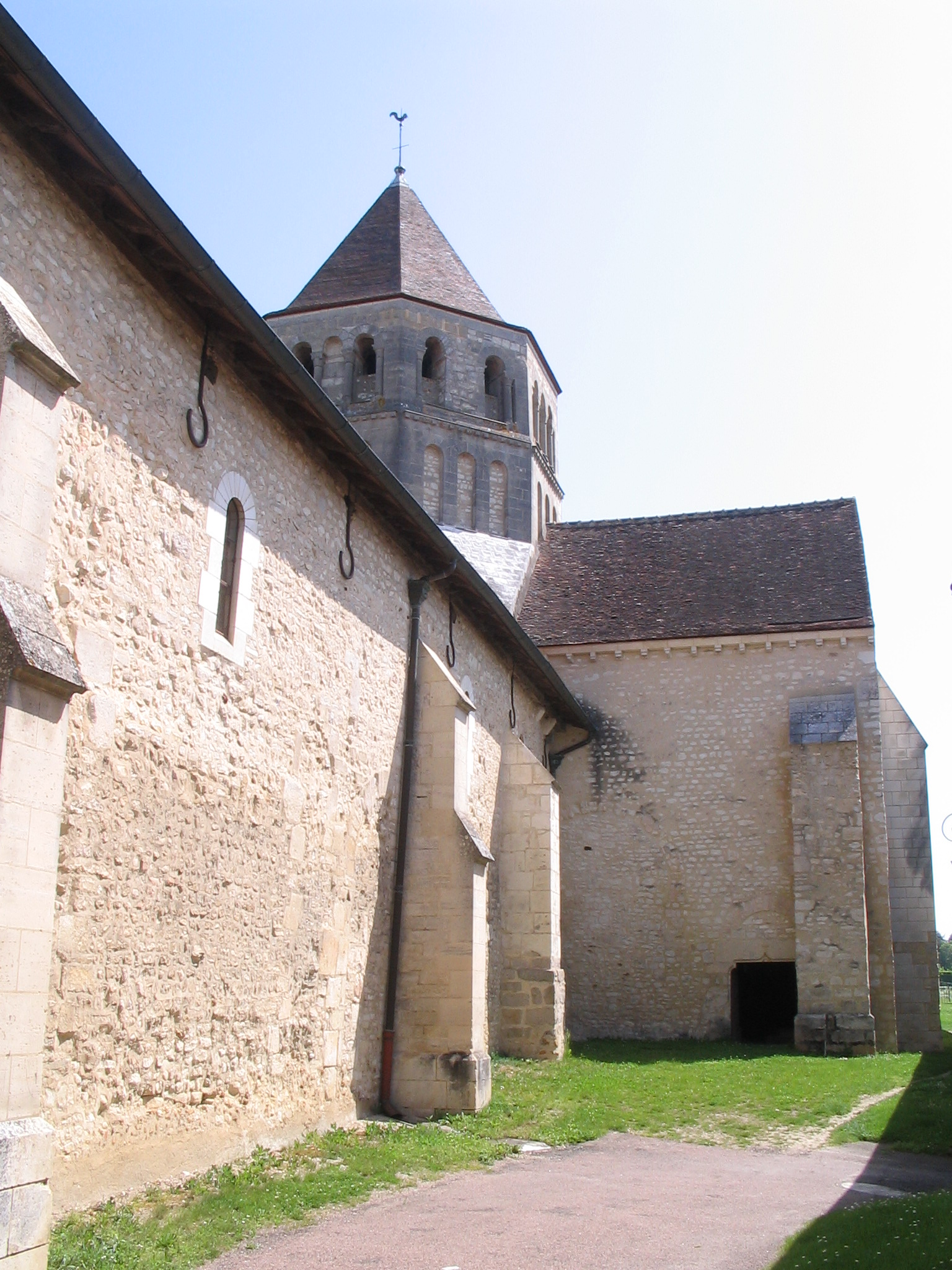
Détail de l'église
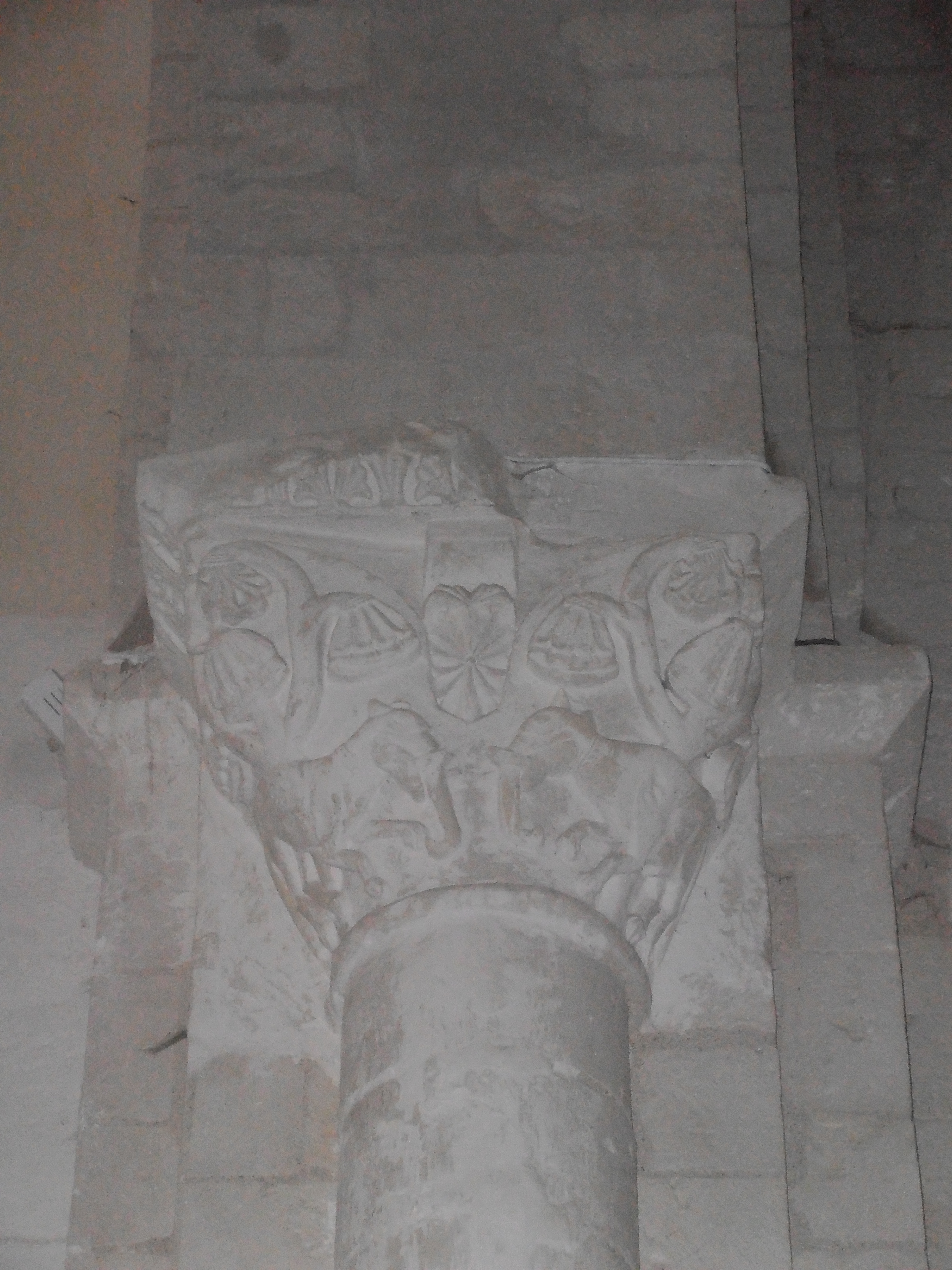
Chapiteau à têtes de Lion
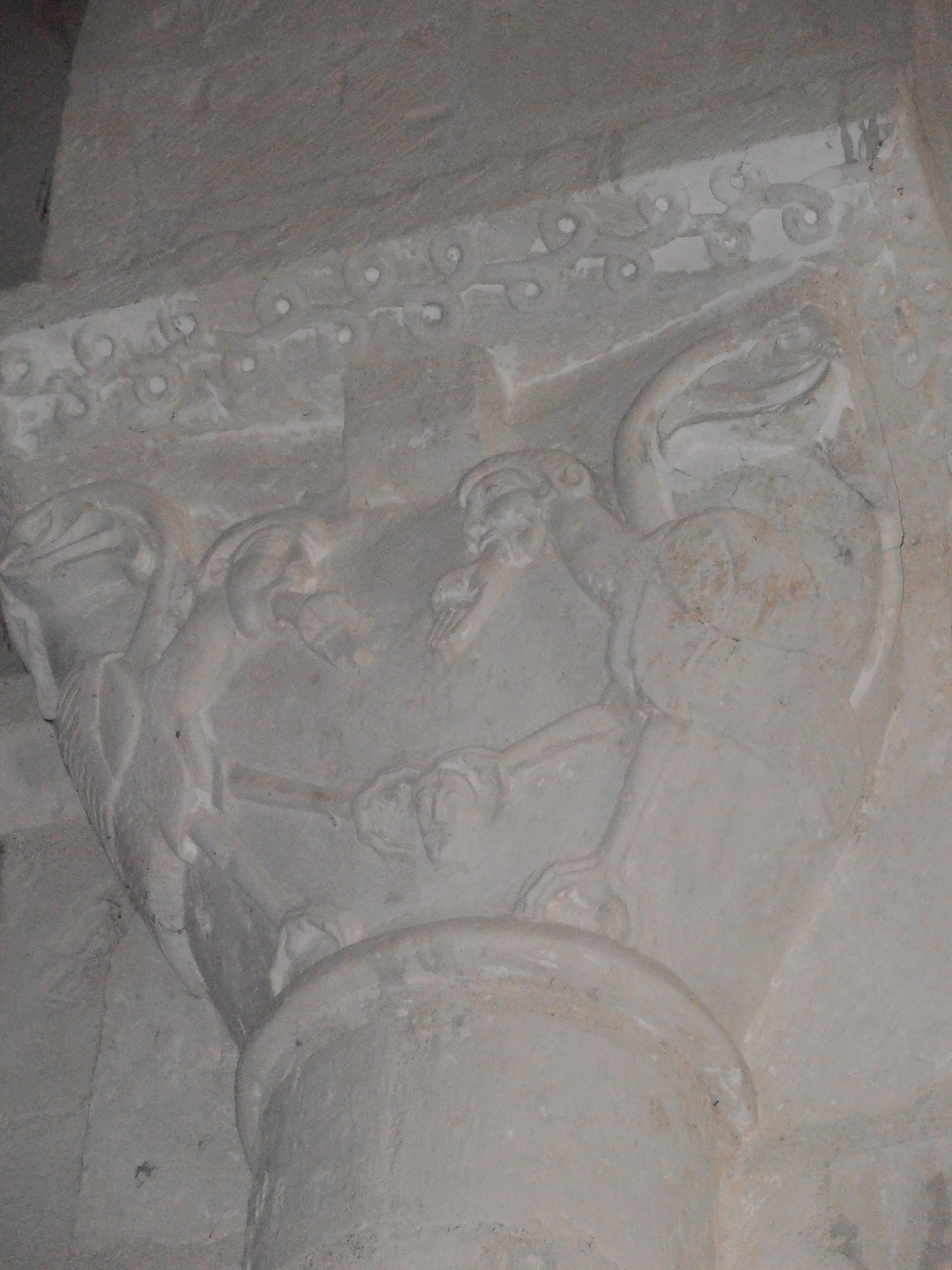
Chapiteau à têtes d'oiseaux